# Докучаєвський тупик
Докуча́євський тупи́к — вулиця у Солом'янському районі міста Києва, місцевість Батиєва гора. Пролягає від вулиці Романа Ратушного та Привітної вулиці до тупика.

## Історія
Виник у середині ХХ століття як безіменний проїзд. Сучасна назва — з 1952 року.

## Зображення

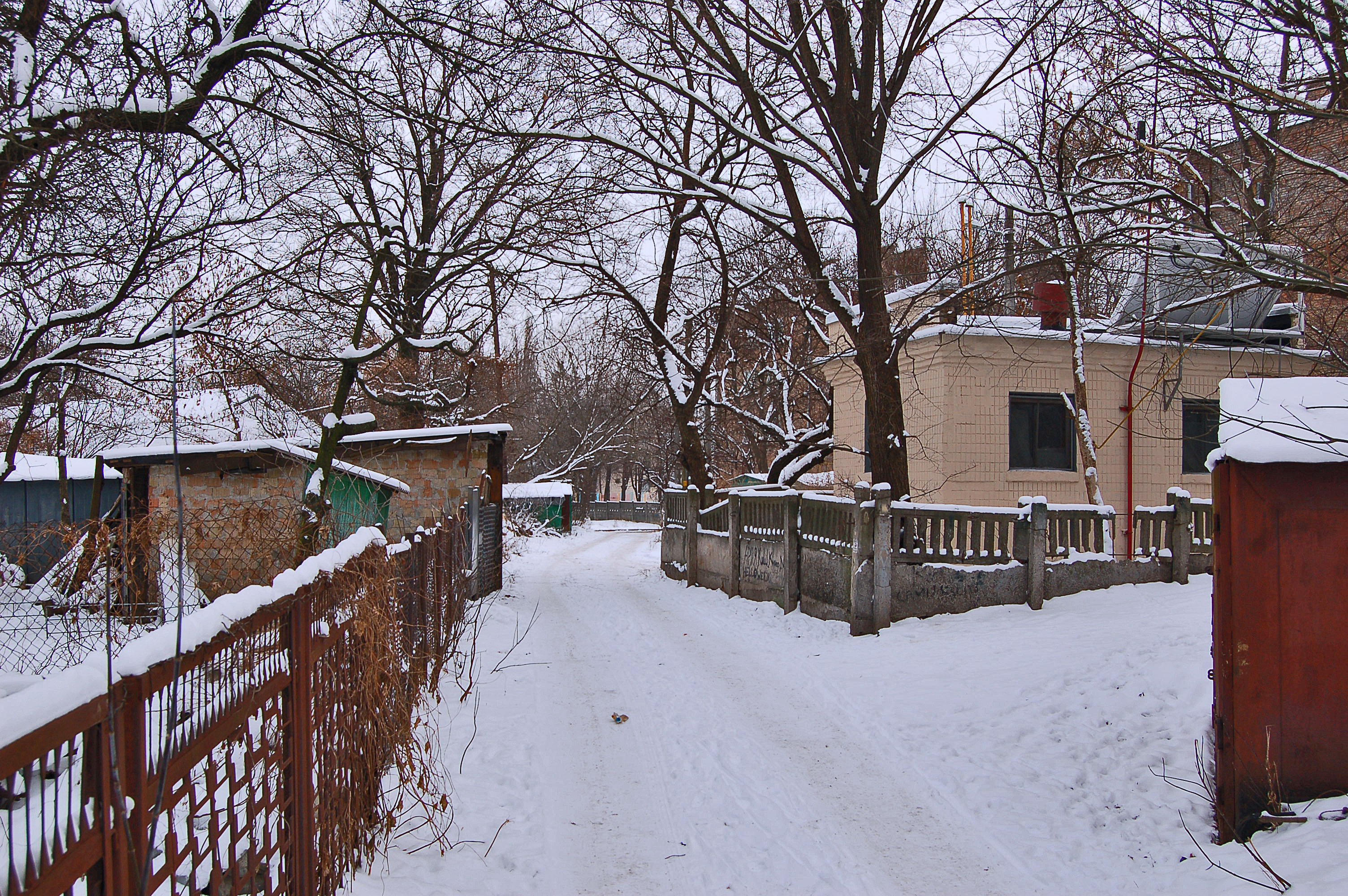